# メフディ・ソフラビ
メフディ・ソフラビ（Mehdi Sohrabi、1981年10月12日 - ）は、イランのザンジャーン出身の自転車競技選手。
ペルシャ語表記はمهدی سهرابی 。ラテン文字翻記では、Mahdi Sohrabiと表記する場合もある。 

## 経歴
2005年
- イラン選手権
  - 個人ロードレース 優勝
  - 個人タイムトライアル(ITT) 優勝

2006年
- アジア自転車競技選手権大会・個人ロードレース 優勝
- アジア競技大会
  - 個人ロードレース 2位
  - 団体追い抜き 2位
  - マディソン 3位

2007年
- ジェラジャ・マレーシア 総合優勝
- ツール・ド・北海道 区間1勝(第6)

2008年
- メラカ首相カップ 総合優勝

2009年
- イラン選手権・ITT 優勝
- ツアー・オブ・ミラド・デュ・ヌール 総合優勝
- ツール・ド・インドネシア 総合優勝

2010年
- 第30回アジア自転車競技選手権大会・個人ロードレース 優勝
- UCIアジアツアー 総合優勝
- アジア競技大会
  - ポイントレース 3位

2011年
- ケルマン・ツアー 総合優勝
- ジェラジャ・マレーシア 総合優勝
- アゼルバイジャン・ツアー 総合優勝
- UCIアジアツアー 総合優勝

2012年
- 第32回アジア自転車競技選手権大会・個人ロードレース 2位